# Пета конна бригада
Пета конна бригада е българска кавалерийска бригада взела участие в Първата световна война (1915 – 1918).

## История
Пета конна бригада е формирана през май 1916 г. в състав 9-и конен полк, 9-и пеши картечен ескадрон и 3/42-ра пехотна дружина. Командването на бригадата е поверено на полковника от генералния щаб Тодор Марков, а началник-щаб от май до август 1916 г. е ротмистър Пенчо Златев. Влиза в състава на 3-та армия с която воюва на Добруджанския фронт, като се сражава при Тутракан и Силистра. През септември 1918 г. бригадата е демобилизиранa, а през 1919 г. е разформирана.

## Командири
- Полковник Тодор Марков (11 май 1916 – октомври 1916)
- Полковник Паун Бананов (10 декември 1916 – юни 1918)